# 名鉄ワ400形貨車
名鉄ワ400形貨車（めいてつワ400がたかしゃ）とは、かつて名古屋鉄道で運用されていた木造貨車（有蓋車）である。
尾西鉄道が既存の有蓋車を改造し、国鉄直通貨車の10 t 積有蓋車としたものである。ここではワ400形の以前に試験的に改造されたワ240形についても記述する。

## 概要
ワ400形は、1924年（大正13年）に尾西鉄道が、既存の有蓋車を国鉄直通貨車として運用するために車体更新、台枠、車軸の強化、扉の鋼板化の改造を行い、10 t 積有蓋車としたワ400形（ワ401 - ワ412）である。1925年（大正14年）に尾西鉄道が鉄道事業を名古屋鉄道（初代）に譲渡すると改造は名鉄に引き継がれ、1926年（昭和元年）までに5両（ワ413 - ワ417）が追加改造され、総数は17両となる。種車となった有蓋車は1897年（明治30年）から1911年（明治44年）に製造された車両であり、製造会社もまちまちであった。1937年（昭和12年）に軸距を3,000 mmに改造している。
ワ240形は1両のみ存在。1922年（大正11年）に尾西鉄道が既存の有蓋車ワ44（1899年（明治32年）日本車輌製造製）を試作的に改造。車体更新、台枠、車軸の変更、扉の鋼板化などを行い、国鉄直通貨車10 t 積有蓋車とした車両である。改造によりワ44からワ244に改番する。1941年（昭和16年）にワ240形（ワ241）に改番する。
ワ400とワ240は、尾西鉄道での明治時代の有蓋車の改造であるが、寸法はワ240の方が大きいなど詳細は異なる。また、ワ240は改造時に軸距が変更されたが、ワ400は改造時には軸距は変更されず、後に変更されている。
戦後、ワ400は東部線及び西部線に、ワ240は西部線に配属され、国鉄直通貨車として運用されたが、空気制御が設置されていないことから昭和30年代後半には国鉄直通貨車から抹消され、社内専用貨車となる。ワ400は1968年（昭和43年）に、ワ240は1961年（昭和36年）に形式消滅した。